# Josh Rock
Joshua „Josh“ Rock (* 13. April 2001 in Antrim) ist ein nordirischer Dartspieler.

## Karriere
Laut eigener Aussage nutzte Rock die COVID-19-Pandemie, um intensiv zu trainieren. Bis dahin noch recht unbekannt, gelang es ihm so 2022 eine PDC Tour Card zu erringen. Bei der PDC Development Tour 2022 gab Josh Rock dann sein PDC-Debüt und gewann dabei insgesamt fünf Events. Am 23. Oktober 2022 gewann er das 28. Turnier der Players Championships 2022.
Am 17. November 2022 spielte er im Achtelfinale des Grand Slam of Darts 2022 gegen Michael van Gerwen seinen ersten TV-Neundarter und am 27. November 2022 gewann er das Finale der PDC World Youth Championship 2022 gegen Nathan Girvan.
Bei seinem WM-Debüt erreichte er das Achtelfinale, verlor dieses aber gegen Jonny Clayton mit 3:4. Insgesamt konnte Rock im Kalenderjahr 2023 selten an seine vielversprechenden Leistungen des Vorjahres anknüpfen. So scheiterte er etwa sowohl beim World Matchplay, als auch beim World Grand Prix, bei denen er erstmals an den Start ging, zum Auftakt.
Bei der Weltmeisterschaft 2024 unterlag er überraschend dem Debütanten Berry van Peer. Am 26. Mai 2024 gewann er mit der Dutch Darts Championship das erste Turnier auf der European Darts Tour seiner Karriere und somit seinen ersten Bühnentitel bei den Herren. Das Finale entschied er mit einem 8:4 gegen Jonny Clayton für sich.
Bei der Weltmeisterschaft 2025 konnte er sich in seiner Auftaktpartie mit 3:0 gegen Rhys Griffin durchsetzen, ehe er in Runde 3 mit 2:4 gegen Chris Dobey ausschied. Bei den UK Open 2025 konnte er sein erstes Major-Halbfinale erreichen, welches er allerdings deutlich mit 2:11 Legs gegen James Wade verlor.

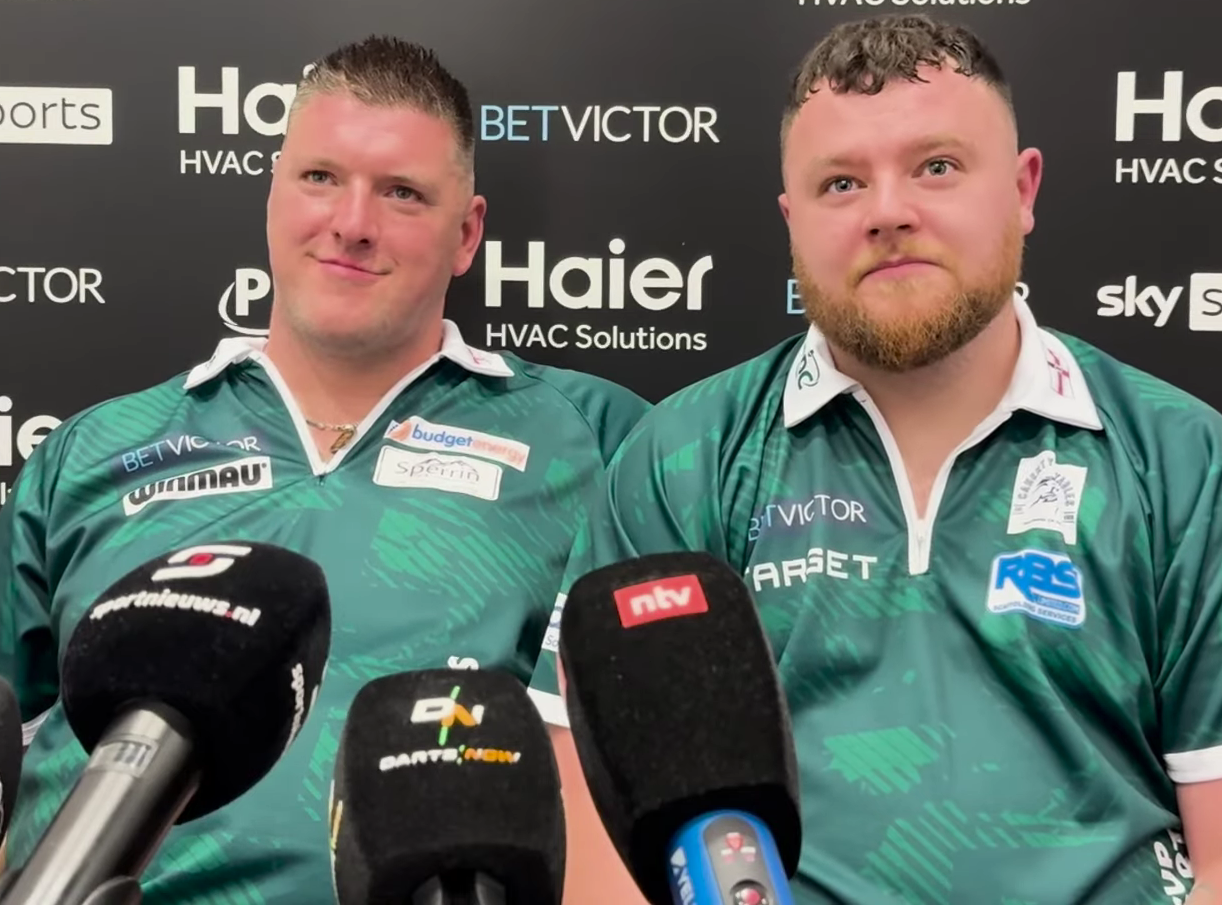
Daryl Gurney und Josh Rock beim World Cup 2025

Im Juni 2025 gewann er zusammen mit Daryl Gurney den World Cup of Darts. Sie setzten sich zuvor gegen Südafrika, Irland und Deutschland durch, ehe sie sich in einer stark umkämpften Finalpartie mit 10:9 gegen das walisische Duo, bestehend aus Gerwyn Price und Jonny Clayton, durchsetzen konnten. Mit diesem Sieg gewann Rock den ersten Major-Titel seiner Karriere und es war zugleich der erste Sieg für Nordirland beim World Cup of Darts.

## Weltmeisterschaftsresultate

### PDC-Junioren
- 2022: Sieger (6:1-Sieg gegen  Nathan Girvan)
- 2023: Viertelfinale (5:6-Niederlage gegen  Gian van Veen)

### PDC
- 2023: Achtelfinale (3:4-Niederlage gegen  Jonny Clayton)
- 2024: 2. Runde (1:3-Niederlage gegen  Berry van Peer)
- 2025: 3. Runde (2:4-Niederlage gegen  Chris Dobey)

## Turnierergebnisse
| Turnier                                    | 2022              | 2023              | 2024              | 2025 |
| ------------------------------------------ | ----------------- | ----------------- | ----------------- | ---- |
| PDC-Ranking-Turniere                       |                   |                   |                   |      |
| Weltmeisterschaft                          | n/t               | AF                | 2R                | 3R   |
| World Masters                              | nicht ausgetragen | nicht ausgetragen | nicht ausgetragen | AF   |
| UK Open                                    | 1R                | 3R                | 5R                | HF   |
| World Matchplay                            | n/q               | 1R                | 1R                | HF   |
| World Grand Prix                           | n/q               | 1R                | 1R                |      |
| European Championship                      | AF                | 1R                | 1R                |      |
| Grand Slam of Darts                        | AF                | VF                | GP                |      |
| Players Championship Finals                | 1R                | 2R                | 2R                |      |
| PDC-Turniere ohne Einfluss auf das Ranking |                   |                   |                   |      |
| The Masters                                | n/t               | n/q               | 1R                | n/a  |
| World Cup of Darts                         | n/t               | n/t               | VF                | S    |
| Karrierestatistiken                        |                   |                   |                   |      |
| Jahresendplatzierung                       | 47                | 23                | 18                |      |

| Legende zu den Turnierergebnissen | Legende zu den Turnierergebnissen | Legende zu den Turnierergebnissen | Legende zu den Turnierergebnissen | Legende zu den Turnierergebnissen | Legende zu den Turnierergebnissen | Legende zu den Turnierergebnissen | Legende zu den Turnierergebnissen | Legende zu den Turnierergebnissen | Legende zu den Turnierergebnissen |
| --------------------------------- | --------------------------------- | --------------------------------- | --------------------------------- | --------------------------------- | --------------------------------- | --------------------------------- | --------------------------------- | --------------------------------- | --------------------------------- |
| n/t                               | nicht teilgenommen                | n/q                               | nicht qualifiziert                | n/a                               | nicht ausgetragen                 | #R                                | Aus in jeweiliger Runde           | GP                                | Aus in der Gruppenphase           |
| AF                                | Achtelfinalist                    | VF                                | Viertelfinalist                   | HF                                | Halbfinalist                      | F                                 | Turnierfinalist                   | S                                 | Turniersieger                     |

## Titel

### PDC
- Majors
  - World Cup of Darts: (1) 2025
- Pro Tour
  - European Tour
    - European Darts Tour 2024: (1) Dutch Championship

  - Players Championships
    - Players Championships 2022: 28
    - Players Championships 2024: 17, 30
    - Players Championships 2025: 10
- Secondary Tour Events
  - PDC Development Tour
    - PDC Development Tour 2022: 3, 5, 16, 17, 21
- Weitere
  - 2022: PDC World Youth Championship